# Vincent J. McMahon
Vincent James McMahon, comunemente noto come Vincent J. McMahon o più semplicemente Vince McMahon Sr. (New York, 6 luglio 1914 – Fort Lauderdale, 24 maggio 1984), è stato un imprenditore statunitense.

## Vita e carriera

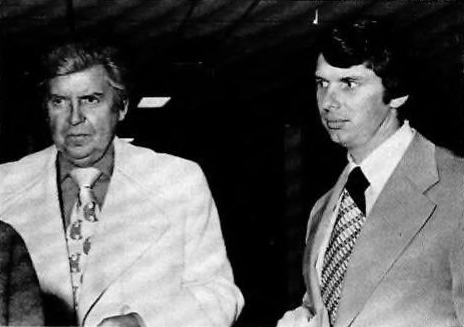
Vincent J. McMahon con il figlio Vince

McMahon nacque il 6 luglio 1914 a Harlem. Suo padre, Jess McMahon, di origine irlandese, fu un promotore del pugilato e di concerti; era sposato con sua madre Rose anche lei di origine irlandese. Ebbe un fratello più vecchio, Roderick Jr., e una sorella più giovane, Dorothy.
Intuì il potenziale sviluppo che il wrestling avrebbe avuto dopo la seconda guerra mondiale, specialmente con lo sviluppo della televisione e il suo bisogno di programmazione. Similmente al pugilato, il wrestling poteva svolgersi su un ring ed essere ripreso da due telecamere.
Il gruppo di McMahon, la Capitol Wrestling Corporation cominciò a dominare il wrestling negli anni cinquanta e sessanta del XX secolo in un'area molto popolosa del nord est degli Stati Uniti. Vendette la società al figlio Vince; McMahon figlio puntò ancora più in alto del padre, trasformando la nota federazione del nord-est nella prima grande federazione nazionale e, in seguito, del mondo intero.

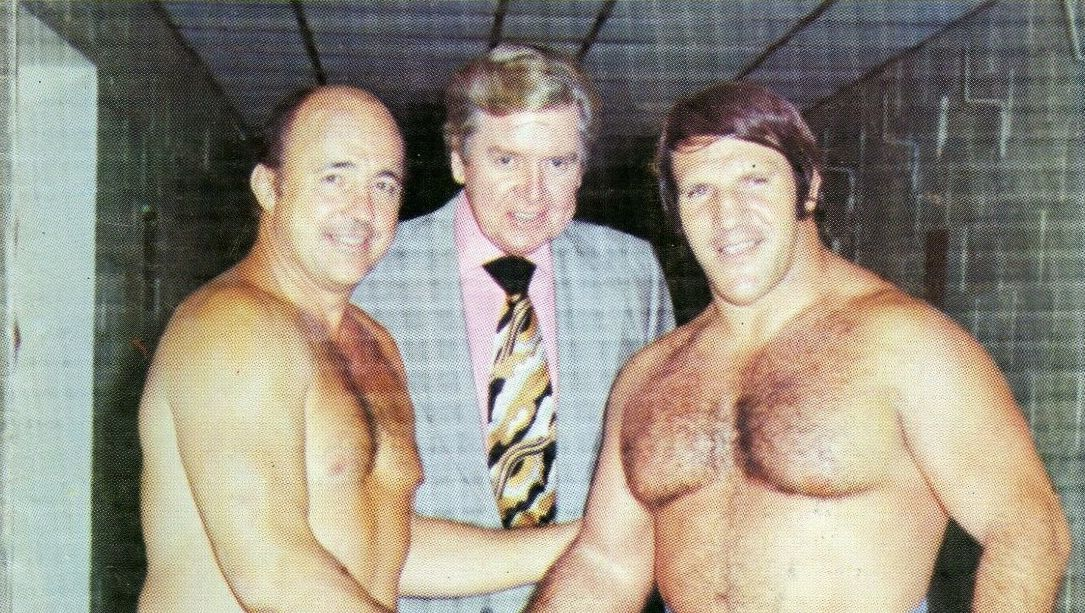
McMahon con Verne Gagne e Bruno Sammartino nel 1975

Nella sua biografia, la wrestler The Fabulous Moolah affermò che McMahon fu uno dei primi promotori a dividere i proventi degli show con i suoi lottatori. A differenza del figlio, McMahon credeva che il lavoro di un promoter dovesse essere tenuto celato agli occhi del pubblico e svolto dietro le quinte il più possibile, senza interferire mai con quanto accadeva sul ring. Come risultato, McMahon non è quasi mai sceso sul ring. Tuttavia, lo si può vedere chiaramente a bordo ring durante il famigerato "Alley Fight" del Madison Square Garden tra Sgt. Slaughter e Pat Patterson. Sebbene egli fosse apparso nel film Bestione superstar in un cast pieno di wrestler dell'epoca, era fermamente convinto che i lottatori di wrestling dovessero rimanere tali e non "sconfinare" tentando sortite in altri mass media. Notoriamente, disapprovò la partecipazione di Hulk Hogan al film Rocky III nel 1982, causando la sua temporanea fuoriuscita dalla WWF per trasferirsi nella American Wrestling Association di Verne Gagne. Quando suo figlio Vince acquistò la WWF, la pensava diversamente da suo padre sulla questione. Riassunse Hogan come sua star di punta e sostenne con entusiasmo i wrestler che si dedicavano ad altri campi, oltre a promuovere eventi con vari musicisti, attori e altre personalità al di fuori del wrestling.
Nel 1982 McMahon vendette la compagnia a suo figlio Vincent K. McMahon e alla sua società Titan Sports Inc. Suo figlio, con grande preoccupazione iniziale del padre, si propose di rendere la WWF nazionale e, in seguito, mondiale. «Se mio padre avesse saputo cosa avrei fatto», dichiarò il giovane McMahon a Sports Illustrated nel 1991, «non mi avrebbe mai venduto le sue azioni». Le tattiche aziendali del giovane McMahon ebbero successo, e la WWF divenne rapidamente l'esponente più importante dello "sport d'intrattenimento". Suo figlio Vince è stato al timone della federazione della famiglia McMahon, che dal 2002 si chiama World Wrestling Entertainment (WWE), fino al 2024. I nipoti di McMahon, Shane e Stephanie, lavoravano per la WWF/E. Nel 1996 McMahon Sr. è stato inserito postumo nella WWF Hall of Fame da suo nipote Shane.
McMahon morì il 24 maggio 1984 a causa di un cancro e fu sepolto nel cimitero Our Lady Queen of Heaven Catholic, situato a Fort Lauderdale.

## Riconoscimenti
- World Wrestling Federation
  - WWE Hall of Fame (classe del 1996)
- Professional Wrestling Hall of Fame and Museum
  - Classe del 2004
- Wrestling Observer Newsletter
  - Wrestling Observer Newsletter Hall of Fame (Classe del 1996)
- Altri riconoscimenti
  - Madison Square Garden Hall of Fame (classe del 1984)